# Haravathipalya, Kanakapura
Haravathipalya là một làng thuộc tehsil Kanakapura, huyện Ramanagara, bang Karnataka, Ấn Độ.